# Отоліти

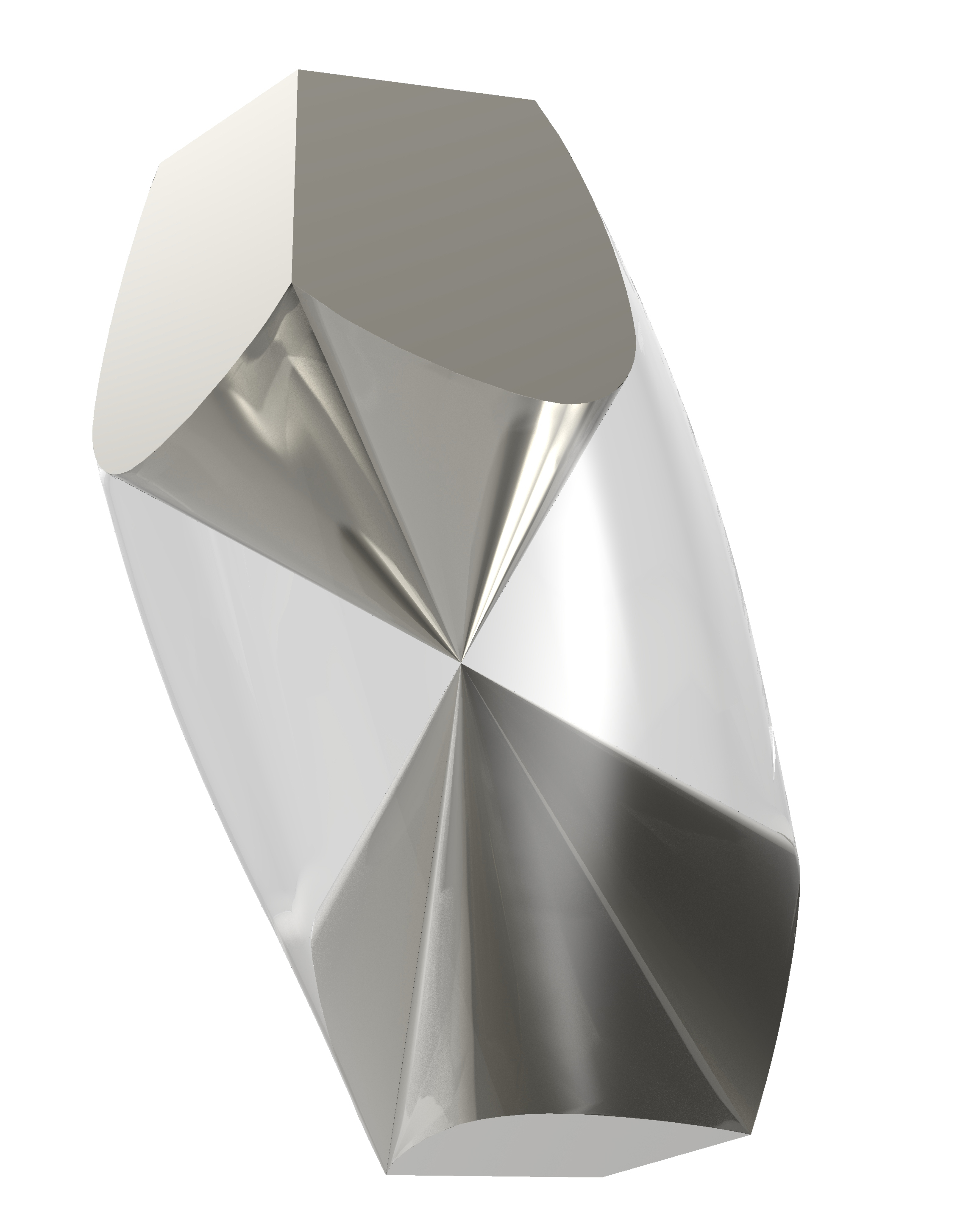
Модель отоліту людини

Отолі́ти (грец. οὖς, род. відм. ωτος — «вухо» + λἰθος — «камінь»; в перекладі «вушні камінці»), статоліти (грец. στατός — «нерухомий») — тверді утвори, що є частиною вестибулярного апарата хребетних тварин і людини. В англомовній літературі «отолітами» (otoliths) переважно називають структури органів рівноваги риб, тоді як утвори ссавців мають назву «отоконії» (otoconia).
Система отолітних органів в ссавців складається з двох утворів: маточки та мішечка, які чутливі до лінійного прискорення. У інших хребетних, зокрема риб та амфібій, наявний третій орган — лагена, редукований у ссавців.
Маточка та мішечок містять тисячі отолітів (або отоконій), що знаходяться в безклітинному матриксі. Рух отолітів по матриксу викликаний інерцією руху тіла. Матрикс тисне на отолітову мембрану, яка, в свою чергу, викликає зміщення відростків волоскових клітин органа рівноваги. Отоліти ссавців мають характерну форму та розташовані декількома шарами. Середній розмір отоліта — близько 10 мкм, хоча на різній відстані від мембрани знаходяться отоліти різних розмірів. Отоліти складаються з карбонату кальцію (кальциту), а також містять близько 5 % білків, зокрема отоконін-90 та отолін, що не тільки утворюють структуру отоліту, але й фібрили, що з'єднують його з матриксом.
Окрім згаданих білків отоліти містять інші важливі білки. Так у мишей наявні принаймні 9 основних білків: отоконін-90, отолін-1, альфа-текторін, альфа-2-HS-глікопротеїн, остеопонтін, SPARCL1, остеонектин, DMP1 та люмікан.